# Sângeorgiu de Pădure
Sângeorgiu de Pădure (em húngaro: Erdőszentgyörgy, AFI: /ˈɛrdøːsɛɲɟørɟ/; em alemão: Sankt Georgen auf der Heide) é uma cidade do județ (distrito) de Mureș, na região histórica da Transilvânia, Roménia. Em 2011 tinha 5 166 habitantes e em 2016 estimava-se que tivesse 5 468 habitantes. A área administrada pela cidade tem 71,42 km² e inclui a aldeias de Bezid (Bözöd), Bezidu Nou (Bözödújfalu) e Loțu (Lóc).

## História
A primeira menção histórica à cidade é feita numa lista papal de dízimos datada de 1333, na qual é mencionado um padre "de Sancto Georgio", que pagou seis dinares à diocese vizinha. Em 1347 são mencionados um tal de Erdő, conde de Székelys e os filhos de Erdő de Erdőszentgyörgy. Em 1442, é mencionada Ana Herepei, filha de Erdő de Erdewzenthgergh. A aldeia foi propriedade de Francisco Rákóczi I, príncipe da Transilvânia entre 1652 e 1660.
A localidade fez parte de Marosszék, uma das sedes do País Székely do Reino da Hungria. Na sequência da reforma administrativa de 1876, a aldeia passou a fazer parte do distrito de Nyárádszereda do condado de Maros-Torda do Reino da Hungria. Depois do Tratado de Trianon (1920), foi integrada no condado de Mureș-Turda do Reino da Roménia. Em 1940, nos termos da Segunda Arbitragem de Viena, Sângeorgiu, como o resto da Transilvânia do Norte, passou a ser da Hungria. Entre novembro de 1944 e março de 1945 foi administrada pela União Soviética, que entregou a Transilvânia do Norte novamente à Roménia. A partir de 1952 integrou a Região Autónoma Magiar, que em 1960 foi reformada e passou a chamar-se Região Autónoma de Mureș-Magiar, a qual foi dissolvida em 1968. Desde então faz parte do distrito de Mureș. A comuna foi elevada à categoria de cidade em 2004.
O castelo Rhédey, um dos monumentos da cidade, foi originalmente construído em 1647, tendo sido reconstruído em no início do século XIX. Nele cresceu Claúdia Rhédey, avó da Rainha Maria do Reino Unido (r. 1910–1936). A condessa Claúdia Rhédey von Kis-Rhéde está sepultada na igreja calvinista de Sângeorgiu de Pădure, a qual foi restaurada em 1935 graças a doações da Rainha Maria.
Em 1913, o nome húngaro da aldeia era Erdőszentgyörgy. O nome original romeno era Erdeo-Sângeorgiu; em 1919 foi mudado para Sîngeorgiul de Pădure e posteriormente para o nome atual.

## Demografia
Em termos étnicos, segundo o censo de 2011, era 73,7% da população era húngara, 17,5% romena e 4,6% cigana. Em termos de religião, segundo o censo de 2002, 54,7% da população era calvinista, 19,6% cristã ortodoxa, 10,3% unitarista, 8,6% católica e 1,1% batista.